# 유레카 (단체)

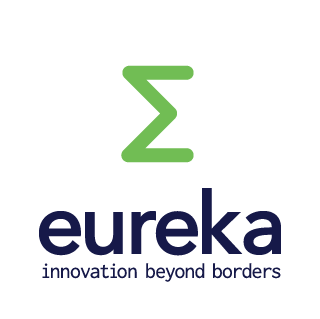
로고

유레카(Eureka)는 범 유럽 연구 개발 공동체이다. 유레카는 정부와 기업과의 더 나은 관계 구축을 위해 노력한다. 군사 연구에는 참여하지 않는다. 유레카는 1985년 7월 7일 "파리 선언"에서 설립되어 그것을 바탕으로 1985년 11월 6일 각국의 총리가 하노버 선언을 체결했다.

## 회원국
| 회원국                | 참가 |
| --------------------- | ---- |
| 알바니아              | 1991 |
| 오스트리아            | 1985 |
| 벨기에                | 1985 |
| 보스니아 헤르체고비나 | 2009 |
| 불가리아              | 2010 |
| 크로아티아            | 2000 |
| 키프로스              | 2002 |
| 체코                  | 1995 |
| 덴마크                | 1985 |
| 에스토니아            | 2001 |
| 핀란드                | 1985 |
| 프랑스                | 1985 |
| 독일                  | 1985 |
| 그리스                | 1985 |
| 헝가리                | 1992 |
| 아이슬란드            | 1986 |
| 아일랜드              | 1985 |
| 이스라엘              | 2000 |
| 이탈리아              | 1985 |
| 라트비아              | 2000 |
| 리투아니아            | 1999 |
| 룩셈부르크            | 1985 |
| 몰타                  | 2006 |
| 모나코                | 2005 |
| 몬테네그로            | 2012 |
| 네덜란드              | 1985 |
| 북마케도니아          | 2008 |
| 노르웨이              | 1985 |
| 폴란드                | 1995 |
| 포르투갈              | 1985 |
| 루마니아              | 1997 |
| 러시아                | 1993 |
| 산마리노              | 2005 |
| 세르비아              | 2002 |
| 슬로바키아            | 2001 |
| 슬로베니아            | 1994 |
| 스페인                | 1985 |
| 스웨덴                | 1985 |
| 스위스                | 1985 |
| 튀르키예              | 1985 |
| 우크라이나            | 2006 |
| 영국                  | 1985 |
| 유럽연합              | 1985 |

| 제휴국            | 가입 |
| ----------------- | ---- |
| 캐나다            | 2012 |
| 아르헨티나        | 2019 |
| 남아프리카 공화국 | 2014 |
| 칠레              | 2017 |
| 싱가포르          | 2021 |

| 파트너 국가 | 가입 |
| ----------- | ---- |
| 대한민국    | 2009 |